# شو زي تشيو
شو زي تشيو (بالإنجليزية: Shou Zi Chew)‏ هو رجل أعمال ورائد أعمال سنغفوري، يشغل منصب الرئيس التنفيذي لمنصة تيك توك منذ عام 2021.

## النشأة والتعليم
وُلد شو في سنغفورة بتاريخ 1 يناير 1983م، عمل والده في البناء بينما كانت والدته محاسبة ماليه.
بعد تخرجه من معهد هواتشونغ، عمل شو في الخدمة الوطنية، حيث كان ضابطًا مفوضًا في القوات المسلحة السنغافورية. بعد انتهاء خدمته العسكرية، درس شو في كلية لندن الجامعية وتخرج عام 2006م بدرجة البكالرويوس في الاقتصاد.
وفي 2010م، حصل على درجة الماجستير في إدارة الأعمال من كلية هارفرد للأعمال ، وفي أثناء حصوله على الدرجة كان قد أنهى تدريبه الصيفي لدى شركة فيسبوك قبل اكتتابها.

## الحياة المهنية
بعد تخرجه من من كلية لندن الجامعية في 2006م، عمل شو في غولدمان ساكس كمصرفي في لندن لمدة سنتين قبل انضمامة لشركة رأس المال الاستثماري DST Global، حيث عمل على قيادة فريق من المستثمرين في بايت دانس (المالكة لشركة تيك توك حاليًا) في عام 2013م.
وفي 2015م انظم شو لشركة الهواتف العملاقة شاومي كمدير مالي، وأصبح شو رئيس الأعمال الدولية في الشركة في عام 2019م.
في مارس من عام 2021م، انضم شو لبايت دانس كمدير مالية وانتقل ليصبح أصبح الرئيس التنفيذي لتيك توك (بعد تنحي المدير التنفيذي السابق كيفن ماير)
أدلى شو بشهادته أمام الكونغرس الأمريكي في 23 مارس 2023م حيال مطالبات حظر تطبيق تيك توك في الولايات المتحدة بسبب اتهامات تجسس التطبيق على المستخدمين.